# Eckenfeld
Eckenfeld (auch Ockenfeld) ist ein untergegangenes Dorf der heutigen Stadt Bad Berleburg im Kreis Siegen-Wittgenstein in Nordrhein-Westfalen. Eckenfeld gehörte zur Pfarrei Diedenshausen.

## Lage
Die Wüstung liegt auf halber Strecke zwischen dem Garsbach und dem Rübengrund (Christianseck). An die einstige Siedlungsstelle erinnert noch heute der Flurname Eckenwäldchen. 

## Geschichte
Erstmals wird das Dorf 1324 mit Wigand von Ekevelde als Schöffe zu Battenberg erwähnt. Sein Sohn Gerlach von Eckenfeld tritt ab 1345 als Schöffe zu Battenberg auf. Das Dorf hatte eine eigene Kapelle – capella Ockenfelden. Ebenfalls wie bei den Ortschaften Borhausen, Bubenhausen und Hopperghausen tauchen im Zusammenhang mit Eckenfeld wieder die Ritter von Diedenshausen auf. Im Jahr 1395 verkauft Gerlach von Diedenshausen seinen kompletten Anteil am Dorf an Brosken von Viermünden.

## Frühere Namen
- 1324 – Ekevelde
- 1345 – Ekenfeld
- 1356 – Eckenfelt
- 1384 – Eckinfelden
- 1395 – Eckefeldenn
- 1583 – Eckenveldt
- 1591 – Eckenfeldt